# Evlija Čelebi
Evlija Čelebi (osmansko turško اوليا چلبى‎, Evliya Çelebi), rojen kot Mehmed Zilli, je bil osmanski raziskovalec, po materi Abhaz, * 25. marec 1611, Carigrad,  † 1682, Carigrad ali Kairo.
Več kot štirideset let je potoval po Osmanskem cesarstvu in okoliških državah, zapisoval svoja opažanja in napisal potopis z naslovom  Seyahatname (Knjiga potovanj),

## Življenje
Rojen je bil v premožni družini iz Kütahye v Anatoliji. Oba starša sta pripadala osmanskemu dvoru: oče Derviš Mehmed Zilli je bil draguljar, mati pa je bila sorodnica velikega vezirja Meleka Ahmed Paše. V svojem Potopisu sledi svojemu poreklu po očetovi strani do Hoja Ahmeda Jasavija, zgodnjega sufističnega misleca. Dvorno izobrazbo je dobil od cesarskih ulam  (učenjakov). Njegovo dobro poznavanje kairske tekije in grafit, v katerem sam sebe  imenuje Evliya-yı Gülşenî  (Evlija Gülşenski), kažeta, da bil lahko bil član gulšenskega sufističnega reda. 
Bil je predan musliman, vendar je nasprotoval verskemu fanatizmu. Po spominu je recitiral Koran in se svobodno pošalil na račun islama. Vabili so ga, naj se kot duhovnik in animator zaposli pri turških velikaših, vendar je ponudbe zavrnil, ker bi ga odvrnile od potovanj.  Dnevnik je začel pisati že v Carigradu. Opisoval je predvsem zgradbe, tržnice, običaje in kulturo. Leta 1640 je dnevnik razširil z zapisi s svojih potovanj. Zbirka zapisov, ki obsega deset knjig, je dobila naslov  Seyahatname (Potopis).
V kneževini Transilvaniji se je vojskoval proti Habsburžanom
Umrl je po letu 1682, morda v Carigradu ali v Kairu.

## Potovanja

### Mostar
O Mostarju, ki je bil takrat v Osmanskem cesarstvu, ja napisal, da mostar pomeni čuvaj mostu in se nanaša na slavno mojstrovino carigrajskega arhitekta Mimarja Hajrudina. Most je dolg 28 m in visok 20 m. Čelebi je zapisal, da »se kot mavrica razteza z ene stene na drugo… Jaz, reven in beden Allahov suženj, ki sem prepotoval šestnajst držav, nisem nikjer videl tako visokega mostu«.

### Evropa
Čelebi je trdil, da je med svojim obiskom v Rotterdamu leta 1663 naletel na prave Indijance: »(Indijanci) so preklinjali jezuite, rekoč: Naš svet je bil nekoč miren, zdaj pa je napolnjen s pohlepnimi kolonialisti, ki vsako leto začenjajo novo vojno in krajšajo naša življenja.«
Med obiskom Dunaja leta 1665-1666 je opazil nekaj podobnosti med nemškimi in perzijskimi besedami. Bil je prvi, ki je opazil tisto, kar danes imenujemo indoevropski jeziki.
Čelebi je obiskal tudi Kreto. V II. knjigi opisuje osmansko osvojitev Hanije, v VIII. pa  kretsko vojno (1645-1669).

### Azerbajdžan
O trgovcih  nafto v Bakuju je napisal: »Na Allahov ukaz iz zemlje vrejo naftni mehurčki. V vročih vrelcih na površini vodnih bazenov tvorijo smetano, katero trgovci pobirajo z zajemalkami in zbirajo v kozjih mehovih, nato pa jo prodajajo doma in v tujino. Davek od trgovine z nafto plačujejo enkrat letno neposredno safavidskemu šahu«.

### Krimski kanat
Evlija Čelebi omenja vpade kozakov iz Azaka na ozemlje Krimskega kanata, ki uničujejo trgovske poti in resno ogrožajo prebivalstvo v regiji. Do Čelebijevega prihoda so kozaki razdejali več mest. Čelebi poroča, da je edino varno mesto osmanska trdnjava v Arabatu.
O trgovanju s sužnji na Krimu je zapisal:
»Človek, ki ni videl te tržnice, ni videl ničesar na svetu. Matere ločijo od sinov in hčera, sinove od očetov in bratov, in jih med  objokovanjem, klici na pomoč, bičanjem in žalostjo prodajo.«

### Partenon
Leta 1667 je izrazil svoje občudovanje kipom na atenskem Partenonu. Zgradbo je opisal kot »nepremagljivo trdnjavo, ki ne more biti delo človeških rok«, ker je »samo nebeško delo ustvarjeno za  večno«.

## Seyâhatnâme
Četudi je mnogo opisov v Čelebijevem Potopisu pretiranih, izmišljenih ali napačno inpretiranih iz tretjih virov, so pomemben vodič po kulturah in življenjskem slogu v Osmanskem cesarstvu 17. stoletja.  
Evlija je slovel po preučevanju jezikov v vseh regijah, kjer je potoval. V Seyahatname  je dokumentiral približno trideset turških narečij in jezikov. Bil je prvi, ki gotovil podobnost med več nemškimi in perzijskimi besedami, čeprav je zanikal kakršno koli  skupno indoevropsko dediščino. Seyahatname vsebuje tudi prve transkripcije mnogo jezikov s Kavkaza in cakonskega jezika in edine pisne  primerke ubiškega jezika. 
V desetih zvezkih Seyahatname so opisana naslednja potovanja:
- Carigrad in pokrajine okrog njega  (1630)
- Anatolija, Kavkaz, Kreta in Azerbajdžan (1640)
- Sirija, Palestina, Armenija in Rumelija (1648)
- vzhodna Anatolija, Irak in Iran (1655)
- Rusija in Balkan  (1656)
- vojni pohod na Ogrsko (1663/1664)
- Avstrija, Krim in drugič Kavkaz (1664)
- Grčija, Krim in Rumelija  (1667–1670)
- romanje v Meko (1671)
- Egipt in Sudan (1672)

## Čelebi v sodobni kulturi
İstanbul Kanatlarımın Altında (Carigrad pod mojimi krili, 1996) je film o življenju  legendarnih letalcev, bratov Hezârfena Ahmeda Çelebija in   Lagârija Hasana Çelebija,  in osmanski družbi v 17. stoletju med vladanjem sultana Murata IV., katere priča je bil in o njej pripoveduje Evlija Čelebi.
Čelebi je oseba v romanu Beli grad (Beyaz Kale) Orhana Pamuka in romanu  Avanture kapitana Bathoryja (Dobrodružstvá kapitána Báthoryho) slovaškega pisatelja Juraja Červenáka.
Evliya Çelebi ve Ölümsüzlük Suyu (Evlija Čelebi in voda življenja, režija Serkan Zelzele)  je otroška priredba Čelebijevih potovanj in prvi turški celovečerni animirani film.
V prireditve ov 400. obletnici njegovega rojstva se je vključil tudi UNESCO.